# Podział administracyjny województwa podlaskiego
W województwie podlaskim znajdują się: 14 powiatów oraz 3 miasta na prawach powiatu. Składają się na nie: 119 gmin, w tym 3 miasta na prawach powiatu, 13 gmin miejskich, 27 gmin miejsko-wiejskich oraz 79 gmin wiejskich.

## Lista powiatów

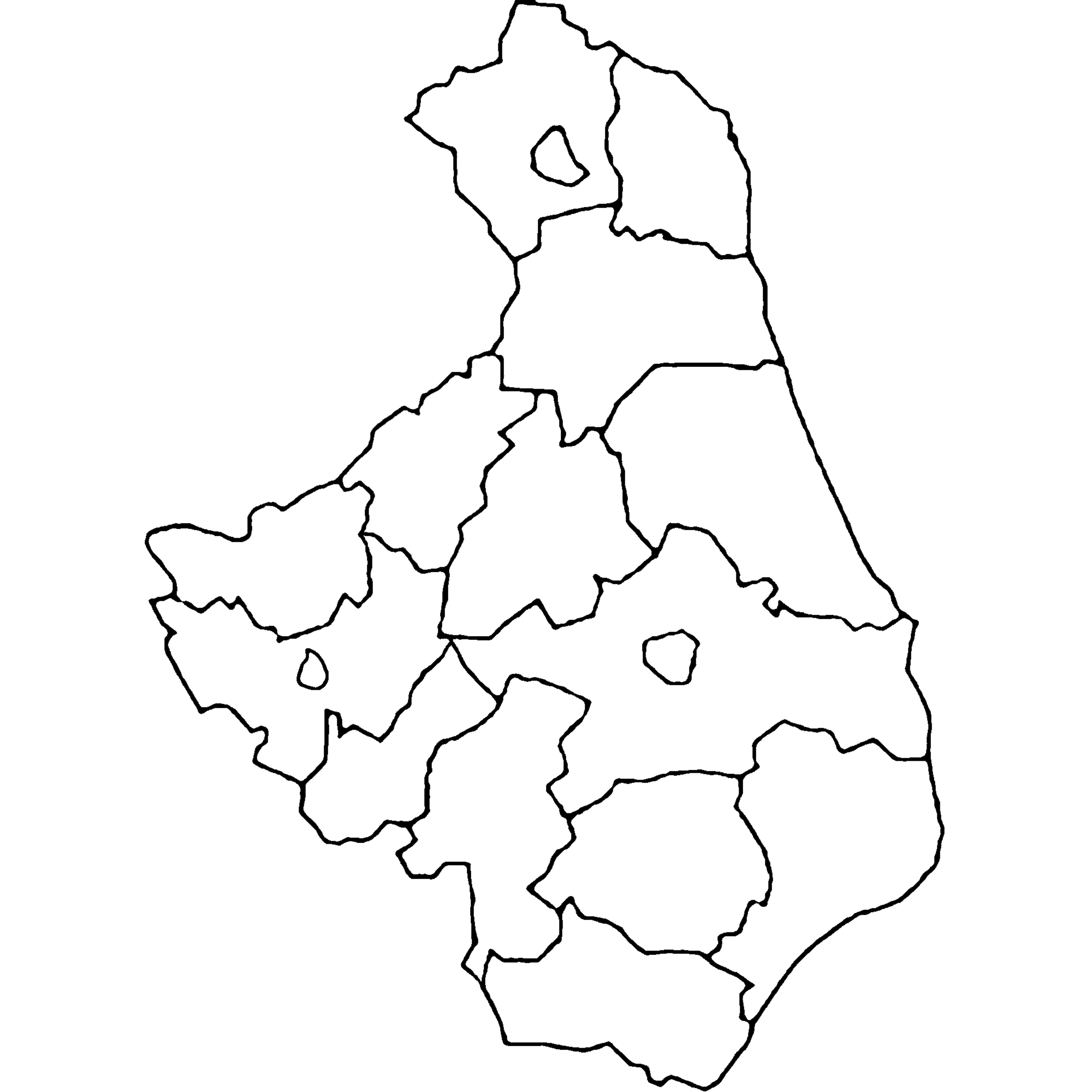
Mapa konturowa województwa podlaskiego z podziałem na powiaty

Zestawienie przygotowano na podstawie publikacji Głównego Urzędu Statystycznego z dnia 1 stycznia 2018 r. 
| Powiat                               | Siedziba            | Liczba ludności (1 stycznia 2018) | Powierzchnia (km²) | Gęstość zaludnienia (osób/km²) | Liczba gmin |
| ------------------------------------ | ------------------- | --------------------------------- | ------------------ | ------------------------------ | ----------- |
| Miasta na prawach powiatu            |                     |                                   |                    |                                |             |
| Białystok                            | Białystok           | 297 288                           | 102,13             | 2911                           | 1           |
| Łomża                                | Łomża               | 63 092                            | 32,67              | 1931                           | 1           |
| Suwałki                              | Suwałki             | 69 554                            | 65,51              | 1062                           | 1           |
| Powiaty                              |                     |                                   |                    |                                |             |
| białostocki                          | Białystok*          | 147 002                           | 2976,44            | 49                             | 15          |
| sokólski                             | Sokółka             | 68 188                            | 2054,5             | 33                             | 10          |
| augustowski                          | Augustów            | 58 669                            | 1659,39            | 35                             | 7           |
| wysokomazowiecki                     | Wysokie Mazowieckie | 57 516                            | 1288,91            | 45                             | 10          |
| bielski                              | Bielsk Podlaski     | 55 427                            | 1385,09            | 40                             | 8           |
| łomżyński                            | Łomża*              | 51 084                            | 1354,59            | 38                             | 9           |
| grajewski                            | Grajewo             | 47 781                            | 967,62             | 49                             | 6           |
| siemiatycki                          | Siemiatycze         | 45 191                            | 1459,46            | 31                             | 9           |
| zambrowski                           | Zambrów             | 44 027                            | 733,12             | 60                             | 5           |
| hajnowski                            | Hajnówka            | 43 745                            | 1623,53            | 27                             | 9           |
| moniecki                             | Mońki               | 41 011                            | 1381,79            | 30                             | 7           |
| kolneński                            | Kolno               | 38 748                            | 940,1              | 41                             | 6           |
| suwalski                             | Suwałki*            | 35 955                            | 1307               | 28                             | 9           |
| sejneński                            | Sejny               | 20 270                            | 855,17             | 24                             | 5           |
| * nie zalicza się powiatu ziemskiego |                     |                                   |                    |                                |             |

## Gminy
| Powiat           | Gminy miejskie             | Gminy miejsko-wiejskie                                                                                | Gminy wiejskie                                                                                          |
| ---------------- | -------------------------- | --- | --- |
| Białystok        |                            | | |
| Łomża            |                            | | |
| Suwałki          |                            | | |
| augustowski      | - Augustów                 | - Lipsk                                                                                               | - Augustów - Bargłów Kościelny - Nowinka - Płaska - Sztabin                                             |
| białostocki      | -                          | - Choroszcz - Czarna Białostocka - Łapy - Michałowo - Supraśl - Suraż - Tykocin - Wasilków - Zabłudów | - Dobrzyniewo Duże - Grabówka - Gródek - Juchnowiec Kościelny - Poświętne - Turośń Kościelna - Zawady   |
| bielski          | - Bielsk Podlaski - Brańsk | - | - Bielsk Podlaski - Boćki - Brańsk - Orla - Rudka - Wyszki                                              |
| grajewski        | - Grajewo                  | - Rajgród - Szczuczyn                                                                                 | - Grajewo - Radziłów - Wąsosz                                                                           |
| hajnowski        | - Hajnówka                 | - Kleszczele                                                                                          | - Białowieża - Czeremcha - Czyże - Dubicze Cerkiewne - Hajnówka - Narew - Narewka                       |
| kolneński        | - Kolno                    | - Stawiski                                                                                            | - Grabowo - Kolno - Mały Płock - Turośl                                                                 |
| łomżyński        | -                          | - Jedwabne - Nowogród                                                                                 | - Łomża - Miastkowo - Piątnica - Przytuły - Śniadowo - Wizna - Zbójna                                   |
| moniecki         | -                          | - Goniądz - Knyszyn - Mońki                                                                           | - Jasionówka - Jaświły - Krypno - Trzcianne                                                             |
| sejneński        | - Sejny                    | - | - Giby - Krasnopol - Puńsk - Sejny                                                                      |
| siemiatycki      | - Siemiatycze              | - Drohiczyn                                                                                           | - Dziadkowice - Grodzisk - Mielnik - Milejczyce - Nurzec-Stacja - Perlejewo - Siemiatycze               |
| sokólski         | -                          | - Dąbrowa Białostocka - Krynki - Sokółka - Suchowola                                                  | - Janów - Korycin - Kuźnica - Nowy Dwór - Sidra - Szudziałowo                                           |
| suwalski         | -                          | - | - Bakałarzewo - Filipów - Jeleniewo - Przerośl - Raczki - Rutka-Tartak - Suwałki - Szypliszki - Wiżajny |
| wysokomazowiecki | - Wysokie Mazowieckie      | - Ciechanowiec - Czyżew - Szepietowo                                                                  | - Klukowo - Kobylin-Borzymy - Kulesze Kościelne - Nowe Piekuty - Sokoły - Wysokie Mazowieckie           |
| zambrowski       | - Zambrów                  | - | - Kołaki Kościelne - Rutki - Szumowo - Zambrów                                                          |

## Zmiany od 1 I 1999 r.
- nadanie statusu miasta
  - (1 I 2009): Krynki (powiat sokólski)
  - (1 I 2009): Michałowo (powiat białostocki)
  - (1 I 2010): Szepietowo (powiat wysokomazowiecki)
  - (1 I 2011): Czyżew (powiat wysokomazowiecki)1
- nowe gminy
  - (1 I 2025): Grabówka (s. Zaścianki) wydzielona z gm. Supraśl w powiecie białostockim
- zmiany granic, legenda (województwa/powiaty/miasta/gminy po lewej zyskały część terytorium, województwa/powiaty/miasta/gminy po prawej straciły część terytorium)
  - granice województw
    - (1 I 2004): pow. wysokomazowiecki (gm. Czyżew-Osada) <> woj. mazowieckie, pow. ostrowski (gm. Nur)
    - (12 XI 2005): pow. wysokomazowiecki (gm. Czyżew-Osada) <> woj. mazowieckie, pow. ostrowski (gm. Nur) (zmiana ta ma charakter porządkowy)

  - granice powiatów
    - (1 I 2002): pow. białostocki (gm. Tykocin) <> pow. moniecki (gm. Trzcianne)
    - (1 I 2002): pow.gr. Białystok <> pow. białostocki (gm. Dobrzyniewo Kościelne)2
    - (1 I 2006): pow.gr. Białystok <> pow. białostocki (gm. Zabłudów)

  - granice miast i gmin
    - (1 I 2000): (pow. wysokomazowiecki) gm. Wysokie Mazowieckie <> gm. Szepietowo
    - (1 I 2001): (pow. bielski) gm. Rudka <> gm. Brańsk
    - (1 I 2002): (pow. sokólski) m. Sokółka <> gm. Sokółka
    - (1 I 2003): (pow. białostocki) m. Supraśl <> gm. Supraśl
    - (1 I 2009): (pow. bielski) m. Bielsk Podlaski <> gm. Bielsk Podlaski
    - (1 I 2010): (pow. suwalski) gm. Rutka-Tartak <> gm. Wiżajny
    - (1 I 2010): (pow. białostocki) m. Łapy <> gm. Łapy
    - (1 I 2012): (pow. łomżyński) gm. Jedwabne <> m. Jedwabne
    - (1 I 2013): (pow. wysokomazowiecki) gm. Ciechanowiec <> m. Ciechanowiec
- siedziby i nazwy miast i gmin
  - (30 XII 1999): (pow. łomżyński) gm. Piątnica (s. Piątnica Poduchowna) > gm. Piątnica (s. Piątnica)
  - (30 XII 1999): (pow. moniecki) gm. Krypno (s. Krypno Kościelne) > gm. Krypno (s. Krypno)
  - (1 I 2002): (pow. białostocki) gm. Dobrzyniewo Kościelne (s. Dobrzyniewo Kościelne) > gm. Dobrzyniewo Duże (s. Dobrzyniewo Duże)
  - (1 I 2011): (pow. wysokomazowiecki) gm. Czyżew-Osada (s. Czyżew-Osada) > gm. Czyżew (s. Czyżew)
- uwagi
  - 1 zmianie charakteru gminy na miejsko-wiejski towarzyszyła zmiana nazwy gminy
  - 2 jednocześnie gmina zmieniła nazwę na Dobrzyniewo Duże